# Kastell Arnsburg

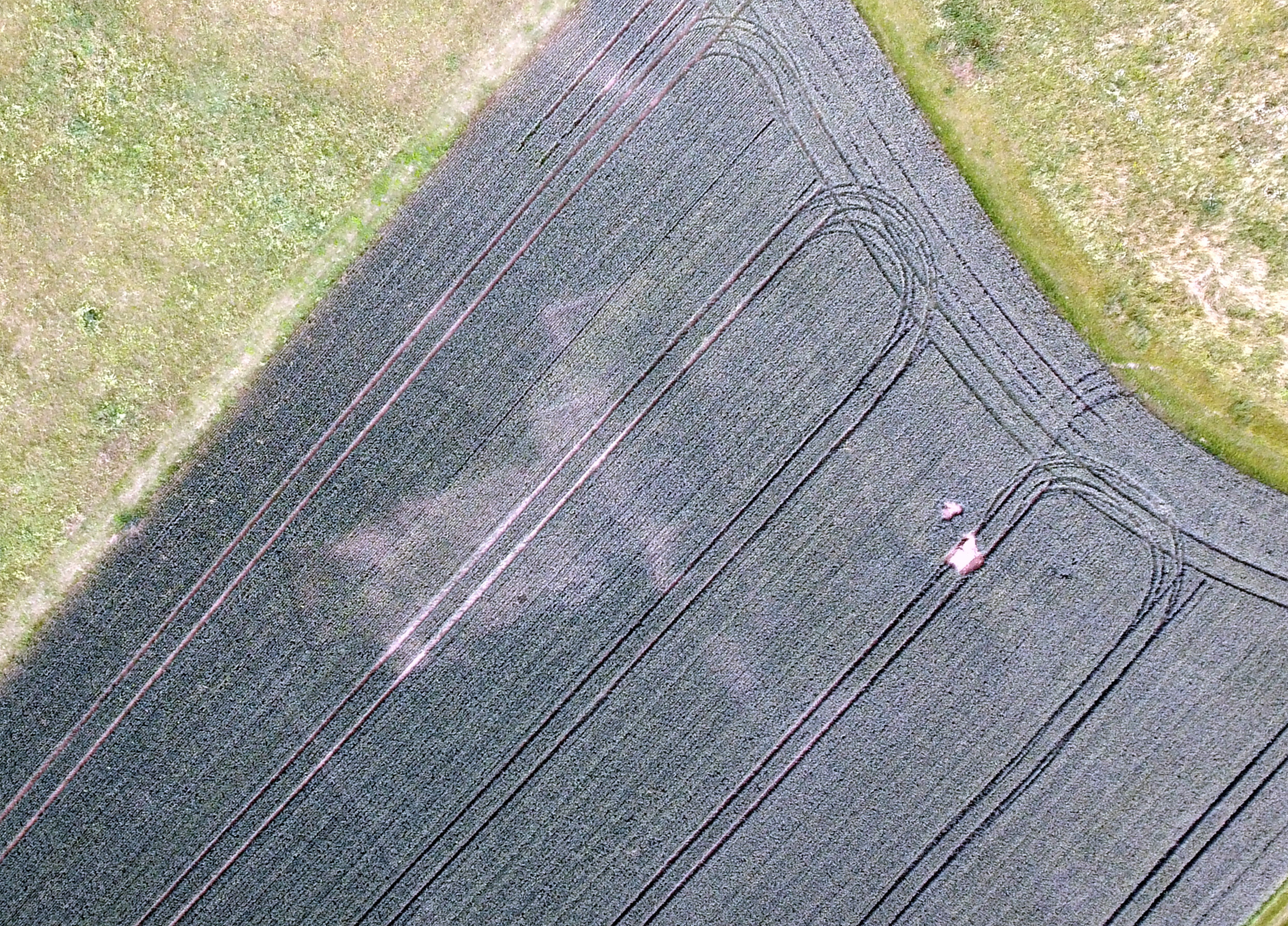
Luftbild des Badegebäudes.

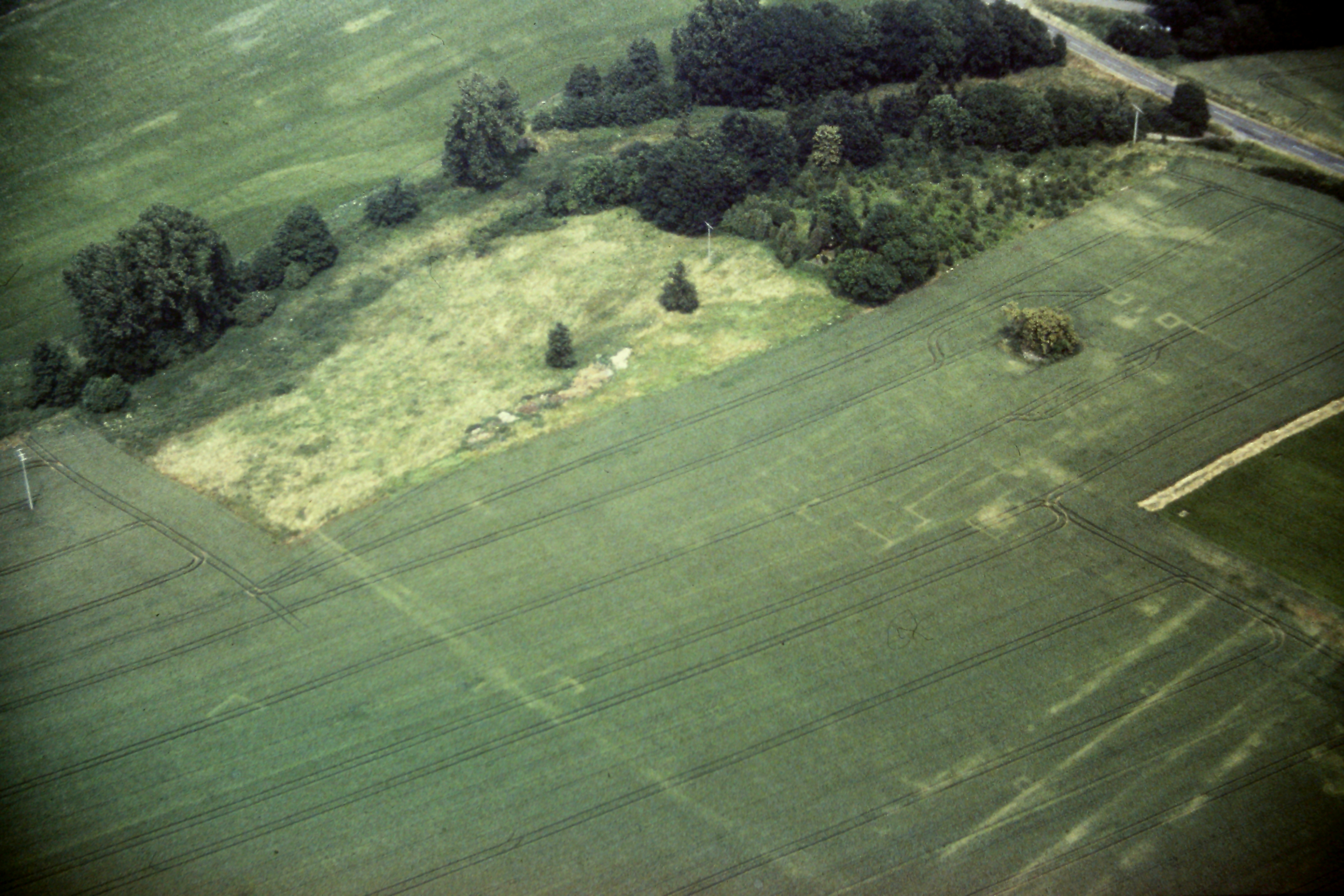
Luftbild des Kastellgeländes (1995)

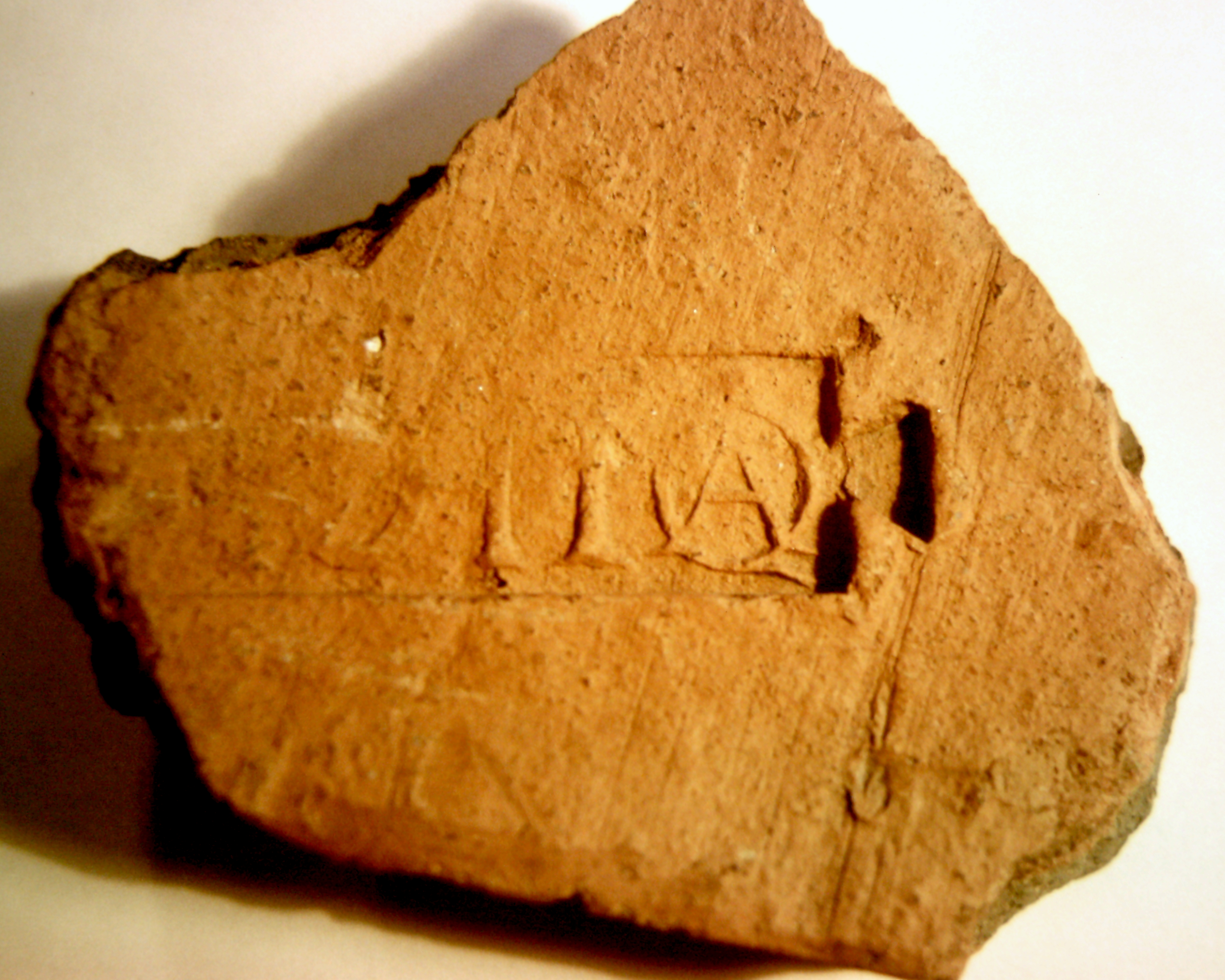
Ziegelstempel der Cohors I Aquitanorum. Lesefund 1990 aus dem Bereich der Mansio.

Das Kastell Arnsburg, schließt man den Geländenamen mit ein, auch Kastell Arnsburg-Alteburg genannt, bestand als römisches Kohortenkastell im nördlichsten Limesbogen westlich der Stadt Lich in der Wetterau in Hessen von vor 90 bis 260 n. Chr. Es wurde unter Kaiser Domitian errichtet und im Laufe seiner Funktion als exponierter Militärstützpunkt mit verschiedenen Kohorten besetzt.
Knapp 1000 Jahre nach Aufgabe des Kastells durch die Römer versuchten Benediktinermönche, auf dem Areal ein Kloster zu errichten. Die mit Material des verlassenen Kastells begonnenen Bauarbeiten an der Klosterkirche wurden aber bereits nach 22 Jahren eingestellt und die Benediktiner durch Zisterzienser ersetzt, deren Bauten keine 1000 Meter vom Kastell entfernt auf dem Gelände des heutigen Kloster Arnsburg entstanden.

## Lage

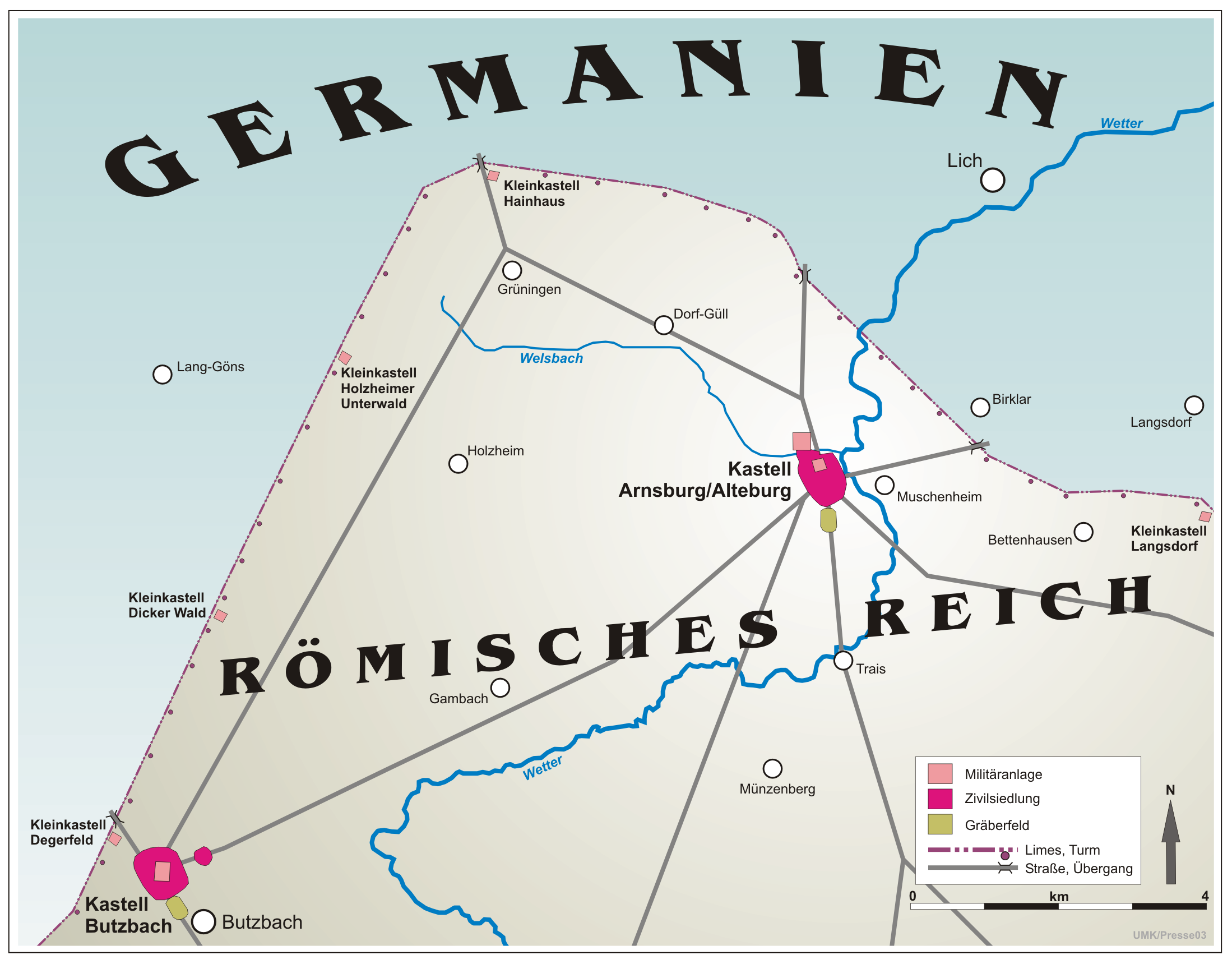
Verlauf des Limes bei Butzbach und Arnsburg

Als nördlichstes Kohortenkastell am Limes liegt das Bodendenkmal mit seinen wenigen sichtbaren, rekonstruierten Grundmauern auf einer Hochfläche 15 Meter über der Mündung des Welsbaches in die Wetter am Schnittpunkt mehrerer römischer Straßen. Die strategisch günstige Lage des Kastells zeigt sich in der Anordnung der Wachtürme an der Umwehrung, von denen aus der etwa 1,5 Kilometer nordöstlich von hier verlaufende Grenzwall des Limes auf langer Strecke ungehindert eingesehen werden konnte.
Von der Landesstraße 3053 in Richtung Lich zweigt wenige Kilometer hinter der Abfahrt 39 der Bundesautobahn 45 die Straße in Richtung Muschenheim ab. Nach etwa 500 Metern überquert die Straße den Welsbach. Hinter der Brücke befindet sich am Straßenrand ein kleiner Parkplatz, von dem aus ein Fußweg hinauf auf das Kastell-Plateau führt. Der kleine Friedhof, den man zuerst erreicht, gehört zum Hof Güll und befindet sich bereits auf dem Gelände des ehemaligen Kastells. Rechts der Friedhofspforte liegen die sichtbaren Ausgrabungen des Nordtores von Kastell Arnsburg.

## Forschungsgeschichte
Am 15. Juli 2005 wurde der Obergermanisch-Raetische Limes durch die UNESCO in die Liste des Weltkulturerbes aufgenommen. Zu den Arbeiten für den Aufnahmeantrag gehörte auch die Durchsicht des Luftbildarchivs im Landesamt für Denkmalpflege in Wiesbaden, um die Limesstrecken in Hessen möglichst lückenlos zu dokumentieren.

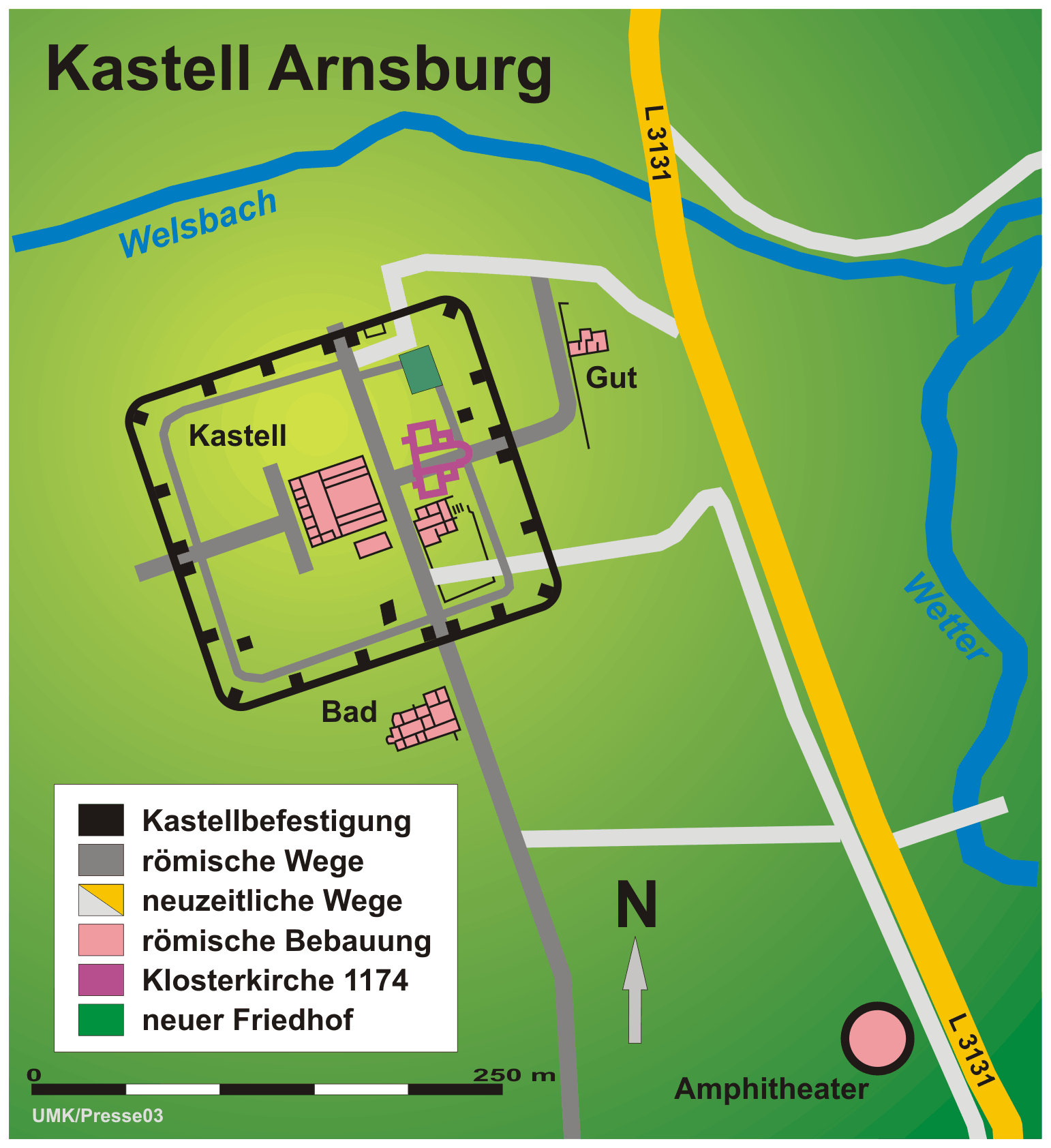
Lageplan des Kastells Arnsburg-Alteburg

Neben bekannten früheren Erkenntnissen des Solms-Laubacher Rentamtsmanns Fabricius, der bereits 1842 auf Bewuchs- und Farbunterschiede im damaligen Kleeacker aufmerksam wurde, diese vermessen und damit Existenz und genaue Lage des vor dem Jahr 90 n. Chr. entstandenen Kohortenkastells auf der Alteburg nachgewiesen hatte, wurden auf in den Sommern 1986 und 1990 vom Luftbildarchäologen Otto Braasch gefertigten Aufnahmen rund um das Kastell mehrere neue Befunde entdeckt und registriert. Nordwestlich des Kastells erkannte man darauf die Umrisse zweier großer, nicht zusammenhängender römischer Lager, eines davon mit 5,6 Hektar Grundfläche fast doppelt so groß wie das 2,9 Hektar große spätere Kastell. Spuren von Toren oder anderer Innenbebauung waren auf diesen Bildern jedoch nicht zu erkennen.
Daraufhin ließ man auf insgesamt zehntausend Quadratmetern Fläche eine geophysikalische Untersuchung durchführen, um mehr von der Ausdehnung der Lager zu erfahren. Hierbei gelang es, den nördlichen Graben und zwei Lagerecken des größeren Lagers zu lokalisieren, wodurch es möglich wurde, einen hypothetischen Lagerplan zu erstellen. Auch durch diese Untersuchung konnten keine Innenbauten nachgewiesen werden.
Obwohl bei einem solchen Befund durch fehlende chronologische Kriterien die historische Einordnung problematisch bleibt, wird davon ausgegangen, dass sich die beiden Lager zeitlich ablösten und nur für eine kurzfristige Belegung mit Zelten errichtet worden sind. Die Größe des zweiten Lagers lässt auf eine Belegung mit bis zu 1000 Soldaten schließen, die vermutlich in militärische Unternehmungen in der Wetterau zur Zeit der Germanenkriege unter den Kaisern Augustus und Tiberius zwischen 12 v. Chr. und 16 n. Chr. involviert waren. Unklar sind jedoch die Intensität und das räumliche Ausmaß der kriegerischen Handlungen.
Archäologische Forschungen im Bereich des befestigten Kastells brachten Fundstücke zu Tage, die ebenfalls auf ein Militärlager aus der Zeit der Germanenkriege hindeuten, sodass auch der Kastellplatz schon als vorlimeszeitlicher Lagerplatz in Betracht gezogen werden muss, also vor dem Jahr 90 bestand.

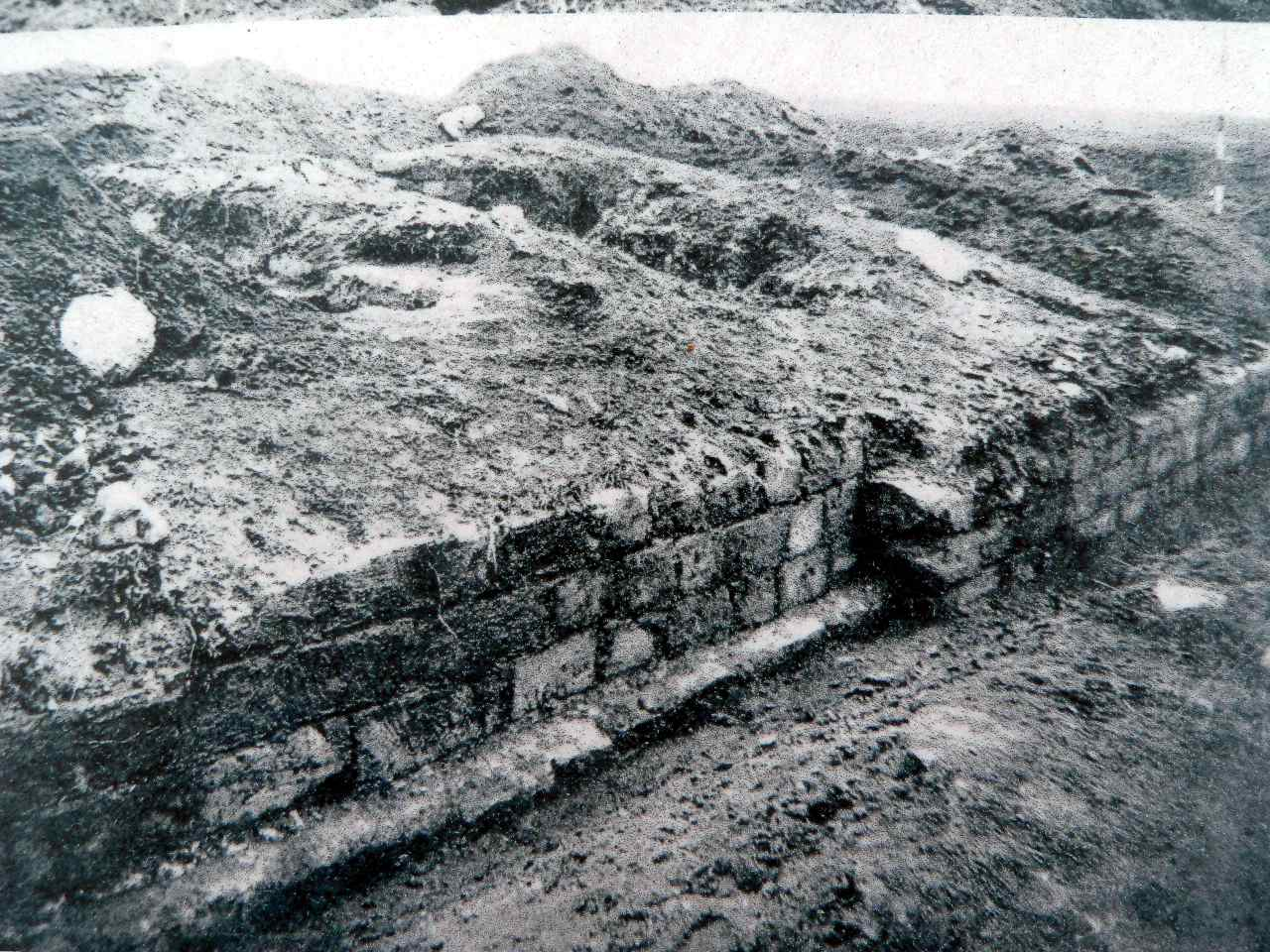
Erste Nordtor-Ausgrabungen von 1893

Die neuerliche Sichtung der Luftaufnahmen brachte auch den Nachweis eines Badegebäudes auf dem Gelände des umfangreichen, als Unterkunft für die Familienangehörigen der Soldaten errichteten Lagerdorfes (vicus) an der nach Süden führenden römischen Fernstraße unmittelbar vor dem Südtor des Kastells. Die erkennbaren Konturen ließen eindeutig auf die Umrisse eines römischen Kastellbades schließen. Ähnliche Strukturen innerhalb der Grundmauern eines östlich der Umwehrung gelegenen Gutshofes waren bereits vorher auf Fotografien lokalisiert worden, sodass es im Bereich des Kastells Arnsburg zwei Badeanstalten gegeben haben muss, aber nicht zwangsläufig zu gleicher Zeit. Ein Nachweis, dass es sich bei dem an der Straße liegenden Gebäude um ein Bad handelte, konnte durch den Fund eines 875 Gramm schweren Ziegelsteinbrockens, dessen Oberfläche durch beständigen Kontakt mit Wasser von Kalksinter überzogen war, erbracht werden. Etwas weiter vom Südtor entfernt befand sich noch innerhalb des Lagerdorfs ein Amphitheater.
Die Reichs-Limeskommission (RLK) betrieb 1893 archäologische Untersuchungen an der Nordseite des Kastells und förderte die Grundmauern beider Türme des Nordtores zu Tage, die einige Jahre später wahrscheinlich durch den Oberhessischen Geschichtsverein in Gießen teilweise aufgemauert und dadurch sichtbar gemacht wurden. In den folgenden 100 Jahren bedeckte Flugsand zunehmend die Ausgrabungen. Ende 2006 wurden die verschütteten Grundmauern des Tores erneut restauriert sowie die Westecke der Umfassung bodennah aufgemauert. Die Rekonstruktionen wurden auf in der Erde versenkten Betonplatten errichtet, um Forscher nachfolgender Generationen nicht glauben zu machen, es handele sich bei dem Mauerwerk um römische Originale.
Im Sommer 2008 wurde das Gelände des Kastells im Auftrag der Archäologischen Gesellschaft in Hessen mit dem Ziel, ein genaueres Bild der nur unwesentlich überbauten Gesamtanlage zu gewinnen, erneut archäologisch untersucht. Mit zerstörungsfreien Prospektionsmethoden wurden das gesamte Kastellareal, das Kastellbad, der Vicus, das Amphitheater und ein Gräberfeld untersucht, wobei eine Kombination verschiedener geophysikalischer Prospektionsmethoden  wie Geomagnetik, Geoelektrik und Georadar zur Anwendung kamen. Die Maßnahme stand im Zusammenhang mit der bereits durchgeführten Nutzungsstilllegung der Gesamtfläche von 7 ha. Untersucht wurde dabei neben dem Kastell auch das Lagerdorf. Es konnte ein Großteil der Binnenstruktur dokumentiert werden. Entdeckt wurde auch ein Graben, der den südlich des Kastells gelegenen vicus komplett umschloss. Der Befund eines umwehrten Lagerdorfs ist am Limes bislang selten, wenngleich Ähnliches am nahe gelegenen Kastell Ober-Florstadt beobachtet werden konnte.

## Kastell

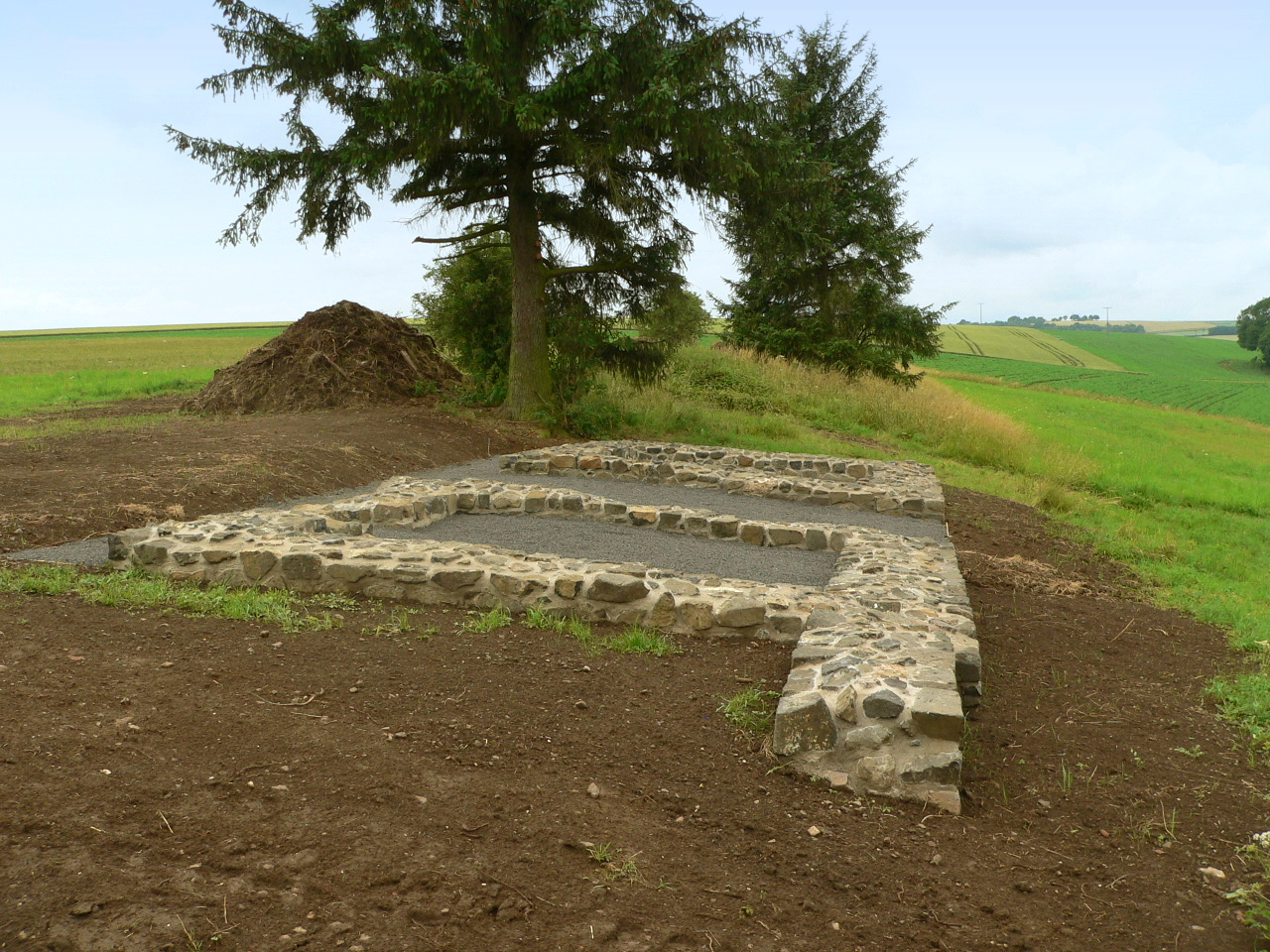
Rekonstruiertes Nordtor

In der zweiten Hälfte des 1. Jahrhunderts zunächst als Holz-Erde-Lager errichtet, wurde das Kastell Arnsburg-Alteburg bereits Anfang des 2. Jahrhunderts durch Umfassungsmauern gesichert, die dem römischen Rechteck-Schema mit vier jeweils mit zwei Türmen gesicherten Toren folgte. Das durch zwei zusätzliche Türme als Doppeltor angelegte Haupttor lag an der ostwärts gerichteten Schmalseite. Außerdem war die Anlage durch 14 weitere Türme an der Umwehrung geschützt.
Das Areal mit Seitenlängen von rund 185 und 160 Metern und einem Umfang von 699 Metern stand nur unwesentlich hinter der Saalburg mit 737 Metern und dem Kastell Butzbach mit 732 Metern zurück. Diese Fläche bot Platz für eine römische Kohorte, also für eine Truppe von rund 600 Mann, und alle notwendigen, in Stein ausgeführten Innenbauten wie Stabsgebäude (Principia), Wohnhaus des Kommandanten (Praetorium) und Speicher (Horreum). In der Nähe des Haupttores fanden sich Reste eines großen Gebäudes, wahrscheinlich eines Gutshofes oder einer Herberge (Mansio).
In der Principia wurden die Reste einer Panzerlasche aufgefunden; im Kastellareal kamen Gewandfragmente aus dem Boden. All diese Reste gehörten zu einer oder zwei Großbronzen, welche in die 1. Hälfte des 3. Jahrhunderts datieren.

## Geschichte

### Kastell und Limes
Die Geschichte des Kastells Arnsburg-Alteburg beginnt in der zweiten Hälfte des 1. Jahrhunderts zur Zeit des römischen Kaisers Domitian, in der Zeit also, in der die Chatten von Nordhessen her südwärts vordrangen und sich eine starke Position gegenüber der Rheingrenze des Römischen Reiches schufen. Domitian, immer noch auf die Ausdehnung des Römischen Reiches bedacht, führte daraufhin im Jahr 83 mit großem militärischem Einsatz einen Feldzug gegen die Chatten mit dem Ergebnis, dass diese zwar nicht überwunden, so doch zurückgedrängt werden konnten. Die nunmehr ungeschützte Wetterau bot den Römern erneut die Möglichkeit, von ihrer Basis Mainz aus weit nach Norden und Nordosten vorzustoßen und so die Chatten aus ihrem Bereich fernzuhalten. Hierzu diente ihnen eine Vielzahl von einfachen militärischen Lagern entlang der neu geschaffenen Grenzlinie, so auch am Zusammenfluss des Welsbaches mit dem der Landschaft ihren Namen gebenden Flüsschen Wetter. In den nun folgenden friedlicheren Jahrzehnten wurden in der fruchtbaren Wetterau zahlreiche Gutshöfe errichtet, um das Gebiet auch landwirtschaftlich nutzen zu können. Das Militärlager an der Wetter wurde zunächst stark vergrößert und schließlich auf ein benachbartes, Alteburg genanntes Hochplateau verlegt und mit einer Umwehrung versehen. In unmittelbarer Umgebung wurde 2019 ein reich ausgestattetes Brandgrab gefunden, in dem wahrscheinlich ein hoher Militär bestattet wurde.
Im Zuge der um das Jahr 90 durchgeführten endgültigen Grenzziehung befestigten die Römer die an strategisch günstigen Orten gelegenen Militärlager und bauten sie, den Anforderungen des Limes entsprechend, zu Kastellen aus, darunter auch das Lager Alteburg. Der Limes, dessen Verlauf in der Wetterau über größere Strecken noch gut im Gelände auszumachen ist, zog keilförmig nach Norden vorspringend vom Taunus her über die Saalburg und Butzbach nach Grüningen, wo er seinen nördlichsten Punkt rechts des Rheins erreichte. Ab hier verlief er in Richtung Südosten dicht am Kastell Alteburg vorbei zum Kastell Inheiden und weiter an den Main zum Kastell Großkrotzenburg.
Der Limes unterlag einem ständigen Ausbau. In der Nähe des Kastells Alteburg gab es über größere Strecken noch im 3. Jahrhundert Erweiterungen der Gräben und Verstärkungen der Wallanlagen. In den Jahren 250 bis 260 gaben die Römer den Limes und die dazugehörenden Anlagen auf (Limesfall). Das Kastell Alteburg wurde verlassen und dem langsamen Verfall preisgegeben. Das Areal verschwand zu Zeiten der Völkerwanderung aus dem historischen Blickfeld und trat erst 1151 wieder in Erscheinung, dann allerdings unter dem Namen Arnsburg.

### Nachnutzung

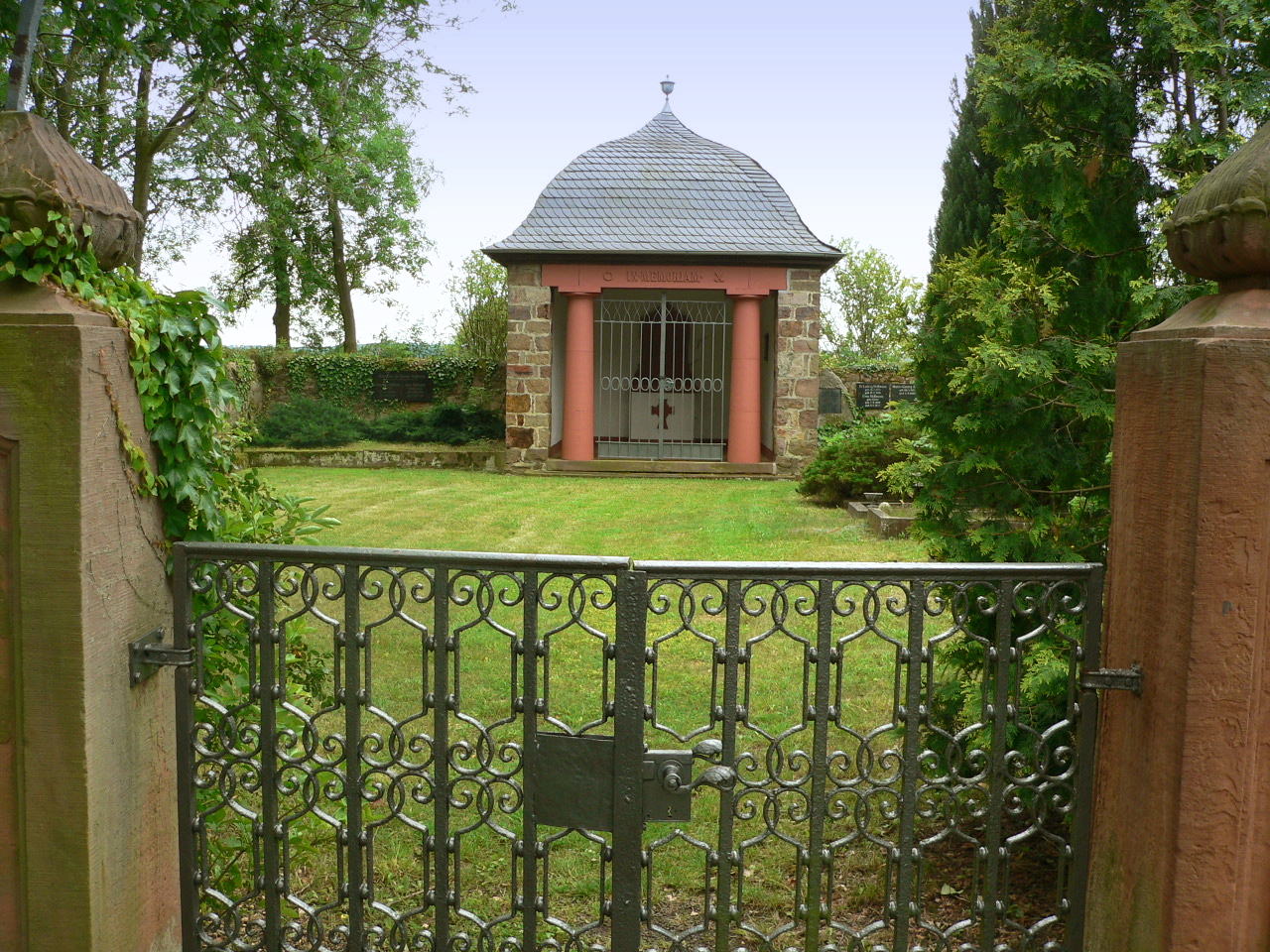
Friedhof auf dem Kastell-Areal

Nach der Aufgabe des Limes besiedelten Franken die Wetterau. Das römische Fiskalland wurde systematisch erfasst, und entlang der alten Römerstraßen entstanden bis 800 zahlreiche neue Siedlungen. Daraus ergab sich eine Konzentration von Königsgut im ehemaligen Limesgebiet.
In unmittelbarer Nähe des verlassenen Kastells Alteburg entstanden nacheinander zwei Burgen: Eine kleinere nordöstlich des Kastells, die in die Zeit um 800 datiert und eine zweite, 600 Meter südöstlich der Kastellreste auf dem Hainfeld, deren Entstehung um 1000 angesetzt wird. Letztere wurde zugunsten der Burg Münzenberg aufgegeben, die Burg und das umliegende Land, einschließlich der Kastellruine, dem Benediktinerorden für eine Klostergründung überlassen, die diese auf dem Kastellgelände vornahmen, aber schon 1174 wieder aufgaben. Noch im gleichen Jahr übereignete Kuno I. von Münzenberg die Burg Arnsburg, das Kastell mit der begonnenen Klosterkirche und sämtliche Ländereien im Tal der Wetter dem Kloster Eberbach, das Mönche entsandte, die sofort mit dem Neubau einer Klosterkirche, diesmal jedoch im Talgrund der Wetter, unterhalb der Burg Arnsburg, begannen. Hier entstand das Kloster Arnsburg.
Alle den Römern folgende Nutzer des Geländes bedienten sich des römischen Kastells als Steinbruch. Im Jahre 1904 wurde am Rand des Kastellgeländes die – inzwischen wieder aufgelassene – Butzbach-Licher Eisenbahn verlegt. Dabei wurde an den zentralen Befunden weitgehend vorbei trassiert.

## Truppe
Die Besatzung des Kastells bestand aus teilweise berittenen Einheiten. Als erste Truppe ist in Arnsburg die aus Aquitanien stammende Cohors II Aquitanorum equitata (2. teilberittene Kohorte der Aquitanier) bekannt. Der älteste Nachweis ihrer Existenz ist durch zwei Militärdiplome gesichert, die sie für den 19. September 82 und den 27. Oktober 90 in der Provinz Germania superior (Obergermanien), zu der Arnsburg zählte, bezeugen. Zwischen 107 und 116 wurde die Einheit in die Provinz Raetia (Rätien) verlegt und bezog im Regensburger Kastell Kumpfmühl bis zu den Markomannenkriegen (166–180) ihr Quartier. Ihr folgte in Arnsburg zu Beginn des 2. Jahrhunderts die Cohors I Aquitanorum veterana equitata (1. teilberittene Veteranenkohorte der Aquitanier) nach. Als diese Veteranenkohorte nach der Mitte des 2. Jahrhunderts in das Kastell Stockstadt versetzt wurden, nahm die auch aus dem Kastell Heilbronn-Böckingen bekannte Cohors V Delmatarum (5. Kohorte der Dalmatier) ihren Platz in Arnsburg ein. Ein Soldat der 5. Dalmatinerkohorte gab als Heimatort das im heutigen Montenegro gelegene Municipium Doclea an. Diese Stadt gehörte damals zur Provinz Dalmatien.
Die genannten Hilfstruppen wurden, wie ihre Bezeichnungen erklären, in Aquitanien und Dalmatien zusammengestellt und mussten fernab ihrer Heimat Dienst tun. Später rekrutierten diese Einheiten auch Soldaten aus den Reihen der männlichen Bevölkerung der Provinzen, in denen sie stationiert waren. Die Kohorten unterstanden der Legio XXII Primigenia in Mainz.

## Denkmalschutz und Perspektiven
Das Kastell Arnsburg ist als Abschnitt des Obergermanisch-Raetischen Limes seit 2005 Teil des UNESCO-Welterbes. Außerdem ist es ein Bodendenkmal im Sinne des Hessischen Denkmalschutzgesetzes. Nachforschungen und gezieltes Sammeln von Funden sind genehmigungspflichtig, Zufallsfunde an die Denkmalbehörden zu melden.
Im Jahre 2005 gelang es der Archäologischen Gesellschaft in Hessen im Rahmen einer Flurbereinigung, das gesamte Kastell-Areal, einschließlich des Vicus für 120.000 Euro aufzukaufen, aus der landwirtschaftlichen Nutzung herauszunehmen und das Kulturdenkmal so dauerhaft zu sichern. Mehrere Schautafeln erläutern seitdem das Bodendenkmal.
Bis 2015 sollte mit technischen Verfahren wie Bodenradar zunächst nach weiteren verborgenen Resten der Kastellbebauung geforscht werden. Vor dem Abschluss dieser Prospektion wird es keine Ausgrabungsaktivitäten auf dem Areal geben. Es ist auch denkbar, nach der vollständigen Erfassung das Bodendenkmal als solches zu belassen.